# Rodoviária do Oeste
A Rodoviária do Oeste — RDO é uma empresa de transportes públicos coletivos, concessionária de 158 carreiras de serviço público de transporte rodoviário de passageiros na região Oeste de Portugal, e dedicando-se também ao aluguer de autocarros, tanto para serviços avulsos como para serviços regulares especializados e ainda operadora de Transportes Urbanos.

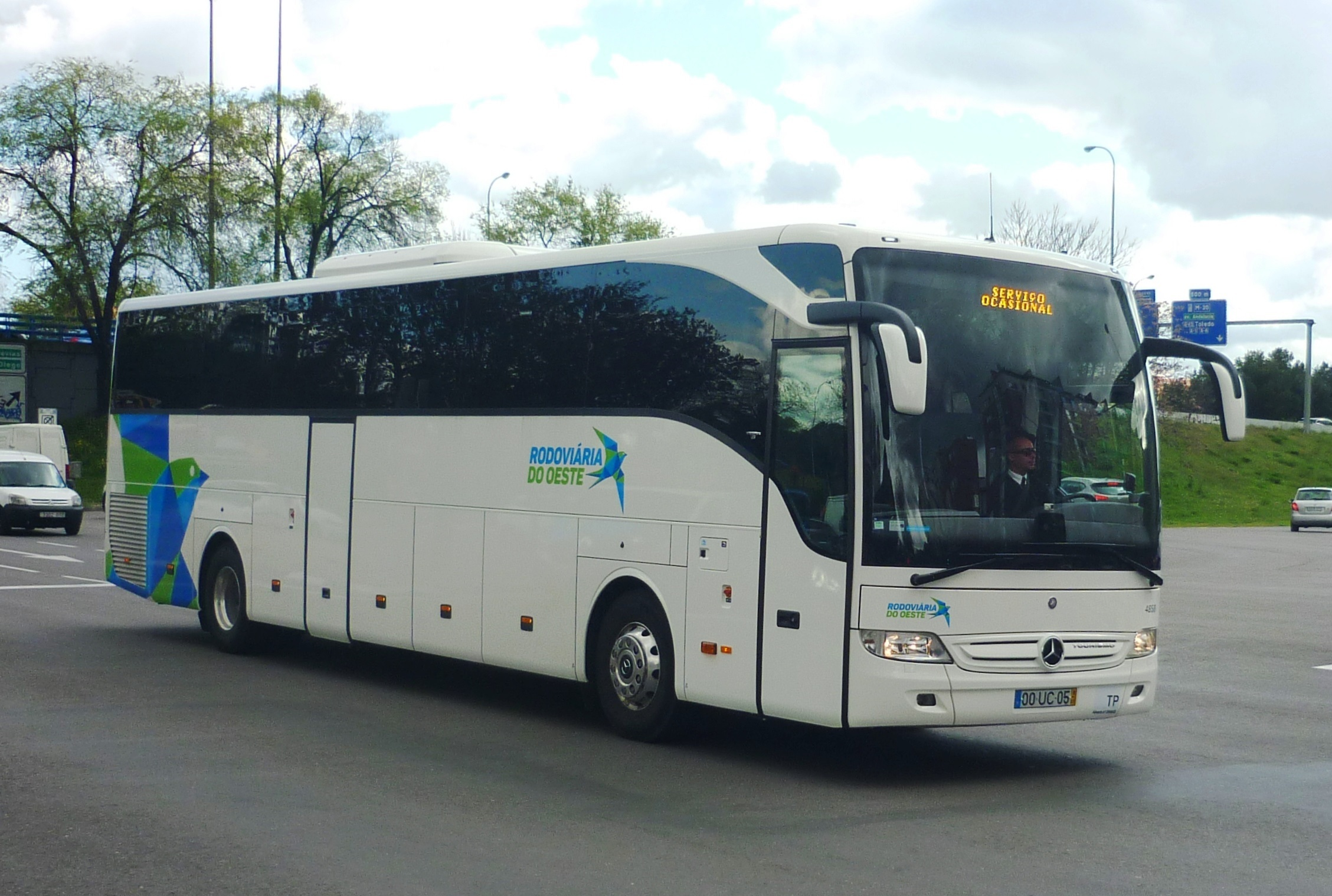
Autocarro da Rodoviária do Oeste em serviço de aluguer, em Espanha, em 2018

## História
A Rodoviária do Oeste surge em 2015 em virtude do desmembramento das operações da Rodoviária do Tejo (Direção Operacional de Caldas da Rainha) nesta região e da sua fusão com a Empresa de Transportes Auto Penafiel.

### Conversão em empresa público-privada
Com vista à melhoria do serviço de transporte público coletivo rodoviário na Comunidade Intermunicipal do Oeste, através da rentabilização de carreiras e mobilidade sustentável, em fevereiro de 2022 a gestão daquela comunidade intermunicipal anunciou a intenção de adquirir 51% da Rodoviária do Oeste, através da constituição de uma empresa público-privada, o que representará um investimento de 6 milhões de euros por parte daquela associação de municípios. Em causa está a adoção de um «modelo de mobilidade público, universal e tendencialmente gratuito», como refere o projeto de deliberação aprovado pela Câmara da Nazaré. Neste contexto, Pedro Folgado, presidente da câmara municipal de Alenquer e atual presidente da Comunidade Intermunicipal do Oeste, declarou que o «objetivo da OesteCim é ter na parceria uma posição que permita não apenas garantir o serviço público de transporte, mas também definir as políticas de transporte de passageiros em toda a região» e que a Comunidade «não tem know-how nem equipamentos para avançar para um sistema totalmente público». A opção pela criação de uma parceria público-privada assenta nos resultados de um estudo encomendado pela OesteCim à empresa VTM Consultores e conta também com um parecer jurídico do professor Paulo Otero. Ressalte-se o facto de as decisões dos executivos das doze diferentes autarquias que constituem a OesteCim não terem parecer vinculativo e de, como Autoridade da Mobilidade e dos Transportes, a OesteCim ter autonomia para decidir. A proposta, que, segundo Pedro Folgado, seria «consensual entre todos os presidentes de câmara», deveria ser aprovada e, posteriormente, submetida a parecer do Instituto da Mobilidade e dos Transportes (IMT), à Direção Geral das Autarquias Locais e ao Tribunal de Contas. A expectativa dos autarcas era que «até ao início de 2023 a parceria [pudesse] ser efetivada», mantendo-se em vigor, até ao início da parceria, o sistema em que a OesteCim contratualiza o transporte às operadoras, gerindo as verbas provenientes do Programa de Apoio à Redução Tarifária nos Transportes (PART) e as contribuições dos municípios..
Em fevereiro de 2024, a Comunidade Intermunicipal do Oeste avançou com a compra de 51% da Rodoviária do Oeste  tornando-se maioritária na empresa e, deste modo, ganhar maior liberdade de intervenção no preço dos passes e até na gratuitidade. 

### Gratuitidade
A 1 de janeiro de 2025, o Oeste (sub-região) tornou-se na primeira região do país com transportes (rodoviários) gratuitos,  através do Passe M Oeste, onde residentes, trabalhadores e estudantes dos 12 concelhos do Oeste podem viajar de autocarro gratuitamente. 
Foi lançada ainda a modalidade interregional do Passe M Oeste, para viagens entre o Oeste e Lisboa, onde o custo máximo é de 40€, com vantagens adicionais: os jovens até aos 23 anos estão isentos de pagamento, e os idosos com 65 ou mais anos beneficiam de um desconto adicional.  

Diagrama das carreiras expresso.

## Carreiras
A empresa assegura as ligações rodoviárias urbanas de Alcobaça (“Chita”: 1 carreira), Caldas da Rainha (“Toma”: 3 carreiras), e Peniche (2 carreiras),, Óbidos (“Obi”: 7 carreiras), e Bombarral (“e… Peras”: 1 carreira). A Rodoviária do Oeste faz ainda as ligações interurbanas entre oito dos doze concelhos da Comunidade Intermunicipal do Oeste ( Alcobaça, Bombarral, Cadaval, Caldas da Rainha, Lourinhã,  Nazaré, Óbidos e Peniche) e as ligações rápidas destes destinos a Torres Vedras e Lisboa.

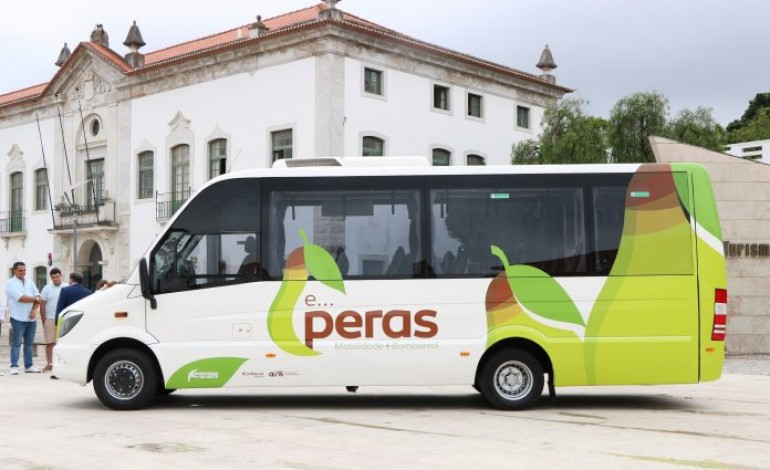
E... Peras Bombarral

A Rodoviária do Oeste também já operou a rede suburbana Rocaldas (com 30 carreiras), dedicada ao concelho das Caldas da Rainha. Antes do desmembramento da antiga Rodoviária do Tejo, nas freguesias da Benedita, de Turquel e do Vimeiro (freguesias do sul do município de Alcobaça atualmente servidas pela Rodoviária do Oeste), chegou a funcionar um efémero serviço de autocarros urbanos operados pela antecessora da Rodoviária do Oeste.
- 786      Rápida Azul (Peniche ↔ Lisboa)
- 788      Rápida Verde (Caldas da Rainha ↔ Lisboa)
- 787      Rápida Rosa (Leiria ↔ Caldas da Rainha)